# نوتشيرا أومبرا
نوتشيرا أومبرا (بالإيطالية: Nocera Umbra)‏ هي بلدية في مقاطعة بيرودجا في إقليم أومبريا في إيطاليا.

## السكان
في سنة 1861 بلغ عدد السكان 5٬811 نسمة، وتطور العدد ليصل في سنة 2011 لـ 5٬953 نسمة.
يظهر هذا المخطط البياني تطور النمو السكاني لـ نوتشيرا أومبرا

## توأمة
لنوتشيرا أومبرا اتفاقيات توأمة مع كل من:
- فروزينوني
- Gabicce Mare [الإنجليزية]‏